# 普亞特尼茨凱
49°55′39″N 36°48′39″E / 49.92750°N 36.81083°E
普亞特尼茨凯（烏克蘭語：П'ятницьке）是位於烏克蘭東部的村莊，由哈爾科夫州丘胡伊夫区的佩切尼希市鎮負責管轄。該村始建於1818年，面積1.26平方公里，海拔高度107米，2001年人口250，人口密度每平方公里198.4人。